# Зображення смерті (фільм)
Зображення смерті (італ. Imago mortis) — італійський фільм жахів режисера Стефано Бессоні. У головних ролях знялися Альберто Амарілла, Летіція Долера, Алекс Ангуло й Джералдін Чаплін.
Прем'єра фільму відбулася 16 січня 2009 року в Італії.

## Сюжет
На початку XVII століття, задовго до винаходу фотографії, італійський вчений Джіроламо був одержимий ідеєю точної фіксації моменту часу в картинці. Джіроламо з'ясував, що на сітківці щойно вбитої людини відображається останній бачений ним перед смертю образ, який після хірургічного відділення сітківки можна перенести на папір. Сам Джіроламо назвав цей спосіб «танатографією».
Через кілька сотень років у сучасному європейському інституті кінематографії починають відбуватися вбивства, що мають підозріло багато спільного з танатографічними дослідженнями Джіроламо. Студента Бруно, що нещодавно втратив свою родину, дуже цікавить смерть. Несподівано його починає переслідувати образ загиблого хлопця. Разом із своєю дівчиною він дізнається, що один із працівників інституту намагається продовжити жорстокі досліди Джіроламо.

## У головних ролях
- Альберто Амарілла — Бруно;
- Летіція Долера — Лейло;
- Джеральдін Чаплін — графиня Орсіні;
- Алекс Ангуло — Калікарі;
- Сульвіа де Сантіс — Єлена;
- Францеско Карнелутті — Ермет Астолфі;
- Лоренцо Педротті — Себастьяно

## Факти
- Зйомки фільму проводилися в Турині, Італія.